# 劳氏鳄目
勞氏鱷目又称勞氏鱷類（學名：Rauisuchia），是對一群所知有限的主龍類集合群的非正式總稱，是生存於三疊紀的掠食動物，大多數體型很大，全長通常有4至6公尺。

## 分類關係
原先勞氏鱷類被認為與引鱷科有接近親緣關係，但現在牠們被歸類於伪鳄类。勞氏鱷目通常包括三科：迅猛鱷科、勞氏鱷科、波波龍科；以及其他來自於俄羅斯奧倫尼克階地層的物種，牠們因為太過原始，或是了解太少，所以無法列入以上三科。現在有個合理的理論，認為勞氏鱷目是個並系群，是多個彼此有關係、且各自演化的演化支，都佔據者同樣的生態位，是中型到大型的四足掠食動物。在1993年，J. Michael Parrish發現波波龍科跟鱷魚的血緣關係比較近，跟迅猛鱷科的關係較遠，與Juul在1994年。在2003年的最近研究裡，Sterling Nesbitt提出一個不同的種系發生學研究，認為勞氏鱷目是單系群。勞氏鱷目有時被當成無法歸類物種的集中地。因為許多化石材料的狀態零碎，目前很難以確定勞氏鱷類在演化史上的確切位置。然而，2002年的研究與發現，例如Gower、Benton、Walker對於Batrachotomus與Erpetosuchus的研究，讓這群所知有限的動物在進化史上的地位開始明瞭起來。

## 鑑定特徵

三種不同的臀窩結構與後肢直立方式，從左到右分別為往兩側延展、直立(哺乳類與恐龍)、柱狀直立方式(勞氏鱷类)

約瑟·波拿巴（José Bonaparte）與麥可·班頓（Michael Benton）先後提出勞氏鱷目，例如蜥鱷，獨自發展出與恐龍不一樣的四肢直立方式；藉由垂直的股骨，與髖臼角度往腹側傾斜，而非股骨頸幹角度傾斜或彎曲。他們將這稱為柱狀直立方式。
直立的步態顯示勞氏鱷類是非常活耀、靈活的掠食動物。勞氏鱷類藉由移動上的優勢，獵食二齒獸類的肯氏獸科。勞氏鱷類是成功的動物，最大的頭顱可達至少1公尺長，直到三疊紀-侏儸紀滅絕事件滅絕了勞氏鱷類與其他大型主龍類。當牠們滅亡後，獸腳類恐龍才有機會成為陸地上的優勢掠食動物；在侏羅紀初期，勞氏鱷類消失，而肉食性恐龍的足跡忽然在尺寸上變大了。

## 化石紀錄
著名的勞氏鱷類包括：生存於三疊紀中期瑞士與北義大利的鐵沁鱷（Ticinosuchus）、生存於三疊紀晚期（卡尼階晚期）阿根廷的蜥鱷（Saurosuchus）、生存於晚三疊紀晚期（卡尼階晚期到諾利階早期）美國西北部的波斯特鱷（Postosuchus）。其中一個勞氏鱷類，巨齒龍（Teratosaurus），曾經長久被誤認為是一種早期獸腳亞目恐龍，後來被發現不是恐龍。

## 外部連結
- -勞氏鱷目 Palaeos網站